# Łukasz Zejdler
Łukasz Zejdler (ur. 22 marca 1992 w Raciborzu) – polski piłkarz występujący na pozycji pomocnika w polskim klubie Polonia Bytom.
Swoją karierę rozpoczynał w Unii Racibórz, w której od 2008 roku grał w drużynie seniorskiej (w IV lidze). W połowie 2010 roku przeszedł do juniorów czeskiego Baníka Ostrawa, gdzie już po upływie pół roku trafił do seniorów. 14 marca 2011 roku zadebiutował w spotkaniu Gambrinus ligi przeciwko FK Mladá Boleslav. W Baníku przebywał do końca sezonu 2011/2012, gdzie ogółem rozegrał 10 spotkań w lidze czeskiej, strzelając przy tym jedną bramkę. Następnie przeszedł na zasadzie wypożyczenia do Cracovii, w której w sezonie 2012/2013 rozegrał 29 spotkań i strzelił trzy bramki, przyczyniając się do awansu zespołu do Ekstraklasy. Po tym sezonie klub zdecydował się na transfer definitywny piłkarza. W rundzie jesiennej sezonu 2013/2014 Ekstraklasy zawodnik wystąpił w 9 spotkaniach Cracovii. Zejdler ma na koncie również występy w reprezentacji Polski U-19, U-20 i U-21. Przed sezonem 2019/20 trafił do 2-ligowego Widzewa Łódź. Od sezonu 2020/21 jest zawodnikiem GKS Jastrzębie.